# República Socialista dos Trabalhadores da Finlândia
```
   |-
       |
Erro:
:  
valor não especificado para "
nome_comum
"
```

A República Socialista dos Trabalhadores da Finlândia foi um estado socialista, criado durante a guerra civil finlandesa no sul da Finlândia. A revolução que lhe deu origem foi liderada por militantes do Partido Social Democrata da Finlândia, liderado por Otto Ville Kuusinen. Existiu de 18 de janeiro a abril de 1918, quando os guardas vermelhos foram derrotados pelo exército branco.
A revolução foi iniciada pela facção pró-bolchevique do Partido Social Democrata da Finlândia. Os conselhos populares (kansanvaltuuskunta), que seriam chamados sovietes de hoje, eram organizados por socialistas finlandeses, com o soviete de Helsínquia como a sede do governo. O novo Estado negociou um tratado de amizade com a República Socialista Federativa Soviética Russa (RSFSR), que foi concluído em 1º de março e assinado em Petrogrado. A Guarda Vermelha finlandesa foi derrotada no final de abril de 1918 na Guerra Civil Finlandesa pela Guarda Branca, apoiada por uma força armada do Império Alemão.
O programa eo projecto de constituição do finlandês República Socialista dos Trabalhadores, escrito por Otto Ville Kuusinen, foi influenciado pelos ideais sociais, pelas idéias geralmente liberais da Declaração de Estados Unidos de independência eo sistema cantonal suíço. O objetivo principal era a reforma social, e os meios declarados para o conseguir eram a democracia parlamentar baseada no princípio da soberania do povo e na autodeterminação nacional. O conceito marxista da ditadura do proletariado estava ausente do programa, apesar do interesse de alguns social-democratas finlandeses em estabelecer um. A República Socialista dos Trabalhadores da Finlândia foi, no entanto, apoiada pela RSFSR, que também apoiou os governos comunistas moderados na Hungria e na Baviera.